# Újhold (album)
Koncz Zsuzsa az Újhold című nagylemezének készítésében a hajdani Fonográf együttesből már csak Bródy János és Móricz Mihály vettek részt. Az 1985-ben megjelent Újhold változásokat sürgető társadalom- és korkritika, valamint Koncz Zsuzsa Bornai Tiborral való együttműködésének első (fontos) dokumentuma. A zeneszerző újszerű dallamvilága és Bródy János szövegei kijelölik azt a fejlődési irányt, amerre az énekesnő az elkövetkező években haladni fog.

## Az album dalai
1. Ne hagyj engem (Bornai Tibor – Bródy János) 4:29
2. Alvajáró (Bornai Tibor – Bródy János) 5:07
3. Örökzöld holdfény (Móricz Mihály – Bródy János) 4:07
4. Volt már (Bornai Tibor – Bródy János) 4:14
5. Köszönöm (Bródy János) 2:55
6. Új Hold kelt fel (Bornai Tibor – Bródy János) 4:01
7. Előrejelzés (Bornai Tibor – Bródy János) 5:11
8. Nem igaz (Móricz Mihály – Bródy János) 3:13
9. Szaloncukor (Bornai Tibor – Bródy János) 3:31
10. Esti közvetítés (Bornai Tibor – Bródy János) 4:09

## Külső hivatkozások
- Információk Koncz Zsuzsa honlapján